# クラークスデール (ミシシッピ州)
クラークスデール（英: Clarksdale）は、アメリカ合衆国ミシシッピ州の都市。コアホマ郡の郡庁所在地である。人口は1万4903人（2020年）。ミシシッピ・デルタ地域にあり、農業の中心である。多くのブルース・ミュージシャンを輩出してきた。市名は設立者ジョン・クラークから採られた。

## 歴史

### 開拓初期
ヨーロッパ人開拓者が地域に入ってくる以前、チョクトー族とチカソー族インディアンがミシシッピ・デルタ地域を占有しており、現在クラークスデールとなっている場所は、重要なインディアン道の交差点だった。ジョージア州オーガスタから西のニューメキシコ州まで伸びるローワー・クリーク交易道と、北東のポントトクに伸びるチャクチウマ交易道だった。インディアン移住法の下に最初に強制移住させた条約は1830年ダンシング・ラビット・クリーク条約であり、現在のミシシッピ州にあったチョクトー族の土地約1,100万エーカーを、オクラホマ州の約1.500万エーカーと交換させた。同様に1837年にはチカソー族の移住が始まり、オクラホマに移ってからその最西部の土地のためにチョクトー族に53万ドルを払った。
インディアンの排除後、肥沃な土壌が綿花栽培に適していたデルタ地域に白人開拓者が移住した。クラークスデール地域には幾つか綿花プランテーションが設立され、町は直ぐに「コットンベルトの金色バックル」と呼ばれるようになった。1848年、ジョン・クラークが地域の土地を購入して町を設立し、製材事業を始めた。クラークは、近くにプランテーションを所有しており、州選出のアメリカ合衆国上院議員および州知事を務めることになっていたジェイムズ・ラスク・アルコーンと義兄弟でもあった。
クラークスデールは1882年に法人化され、1879年にはルイビル・ニューオーリンズ・アンド・テキサス鉄道が開通していた。1886年、町の区画が整理されたが、通りが舗装されるようになったのは1913年になってからだった。
少なくとも1940年代まで、デルタ地域の綿花栽培の基本はアフリカ系アメリカ人の労働力を広範に使うことだった。1860年国勢調査によるコアホマ郡の人口は、白人1,521人、奴隷5,085人だった。因みにジェイムズ・アルコーンは奴隷を77人所有していた。
奴隷制度が廃止されると、即座に小作制と呼ばれる経済制度に移行し、政治的には人種分離が並行して進んだ。歴史家のニコラス・レマンは、「黒人の大半が綿花畑以外に生きていく機会が無いことを確認することで、小作制という拘束力を人種分離が強めた」と記した。南北戦争の後のレコンストラクション時代、ミシシッピ州の黒人と貧乏白人は、普通選挙を規定した1886年新憲法の恩恵を受けた。これは選挙権と被選挙権の要件から資産資格を外し、州初の公共教育制度を定め、資産の所有と継承にあたって人種差別を禁止し、旅行の際に公民権を制限することを禁じた。しかし、得られたものは短命だった。1875年には白人民主党がミシシッピ州の役人を独占し、法的人種差別であるジム・クロウ法を導入した。このことで、「クラークスデール人種暴動」と呼ばれる事件への背景を作った。ビル・ピースという元奴隷が北軍に仕え、戦後はクラークスデールに戻ってきていた。ピースは元の主人を説得して、プランテーションへの泥棒を防ぐ自警団結成を認めさせた。1875年10月9日、クラークスデールの白人が、「ピース将軍」はその部隊で町を襲って燃やし、白人全てを殺す準備をしているという噂を聞くようになった。白人の民兵隊が結成され、ビル・ピースの「革命」は間もなく沈静化された。同様な武装黒人の革命という影に怯えて、州全体で白人民兵隊が結成された。ニコラス・レマンは「小作制の設立と同様に、南部において全て白人の民主党に権力が戻すことは、白人にとって伝説に包まれるようになったほどの発展だった。多くの町は白人南部の再生について独自の神話を持っている。クラークスデールでは1875年10月9日の「人種暴動」の話である」と記している。

### 大移動
クラークスデールの歴史の中で大量の人々が出たり入ったりしたことがあった。1920年以前、デルタのプランテーションは常に労働力を必要とし、多くの黒人家族が小作農として地域に入ってきた。第一次世界大戦後、プランテーション所有者は、ミシシッピ州の他所からデルタ地帯に働きに来るよう黒人に奨励すらしていた。この時までに、クラークスデールではレバノン人、イタリア人、中国人およびユダヤ人商人の混ざる多国籍文化が生まれていた。1920年までに綿花の価格が低下し、デルタ地帯に住んでいた多くの黒人が地域を去り始めた。イリノイ・セントラル鉄道がクラークスデールで大きな駅を運営し、北部でより大きな経済機会を追求する者達にシカゴ行きの経路を提供した。間もなく多くの者が出発点に利用するようになった。
1940年、3つのできごとが起きてクラークスデールからアフリカ系アメリカ人の脱出を加速させた。第1に、綿花の栽培が機械化されて商業的な生産が可能となり、大量の低賃金労働者に対する需要が減った。近くにあった28エーカー (0.112 km2) のホプソン・プランテーションでは、インターナショナル・ハーベスター・カンパニーが1列の綿花畑を1946年に機械化した。土壌の準備、種蒔き、刈り入れ、樽詰めが全て機械で行われ、害虫は炎で駆除された。第2に、多くのアフリカ系アメリカ人が第二次世界大戦のGIとして戻り、デルタ地帯ではほとんど雇用機会を見つけられなかった。第3に、全米黒人地位向上協会の代表であるアーロン・ヘンリーのような人物に対する暴力という形で現れたように、人種間の対立感情が加速されたことだった。
アフリカ系アメリカ人の大移動はアメリカ史の中でも最大の人の移動となり、クラークスデールとシカゴおよびワシントンD.C.の三角形で、ニコラス・レマンの賞を得た著作『約束の地: 黒人大移動とそれが如何にアメリカを変えたか』に物語られている。後にテレビの「ヒストリー・チャンネル」がこの本に基づくドキュメンタリーを制作し、クラークスデールのマディディ・レストランとグラウンドゼロ・ブルース・クラブの共同経営者でもあった俳優モーガン・フリーマンがナレーションを担当した。

### 近代史
クラークスデールは公民権運動で活動的だった。1958年5月29日、マーティン・ルーサー・キング・ジュニアが、初めて南部キリスト教指導者連盟の主要会議に出席するためにクラークスデールを訪れた。1960年、地元薬剤師アーロン・ヘンリーが全国黒人地位向上協会の州代表に指名され、クラークスデール企業の2年間ボイコットを組織することになった。1962年、キングが地域周遊の第1点としてクラークスデールを再訪し、1,000人の聴衆に、「数千人で立ち、座り、歩こう」と呼びかけた。

## 地理

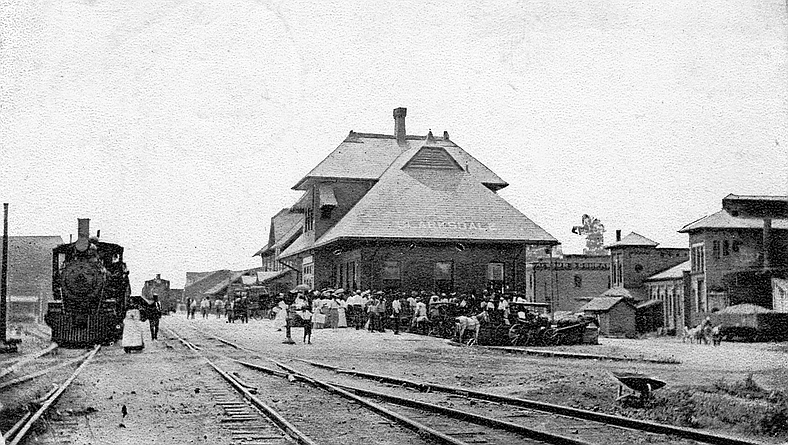
ヤズー・アンド・ミシシッピ・バレー鉄道とイリノイ・セントラル鉄道のクラークスデール乗客駅、1900年代初期、この建物は現在デルタ・ブルース博物館になっている。

クラークスデールは北緯34度11分52秒 西経90度34分19秒 / 北緯34.19778度 西経90.57194度 (34.197888, -90.571941)に位置しており、ミシシッピ・デルタ地域の中心部、サンフラワー川岸にある。
アメリカ合衆国国勢調査局に拠れば、市域全面積は13.9平方マイル (36 km2)であり、このうち陸地13.8平方マイル (36 km2)、水域は0.1平方マイル (0.26 km2)で水域率は0.07%である。

## 人口動態
以下は2000年の国勢調査による人口統計データである。
| 基礎データ - 人口: 20,645 人 - 世帯数: 7,233 世帯 - 家族数: 5,070 家族 - 人口密度: 575.9人/km2（1,491.8 人/mi2） - 住居数: 7,757 軒 - 住居密度: 216.4軒/km2（560.5 軒/mi2） 人種別人口構成 - 白人: 29.95% - アフリカン・アメリカン: 54.52% - ネイティブ・アメリカン: 0.11% - アジア人: 0.58% - 太平洋諸島系: 0.01% - その他の人種: 0.22% - 混血: 0.60% - ヒスパニック・ラテン系: 14.65% | 年齢別人口構成 - 18歳未満: 32.9% - 18-24歳: 14.6% - 25-44歳: 25.2% - 45-64歳: 16.3% - 65歳以上: 10.9% - 年齢の中央値: 28歳 - 性比（女性100人あたり男性の人口） - 総人口: 89.8 - 18歳以上: 81.1 世帯と家族（対世帯数） - 18歳未満の子供がいる: 36.8% - 結婚・同居している夫婦: 35.7% - 未婚・離婚・死別女性が世帯主: 30.0% - 非家族世帯: 29.9% - 単身世帯: 27.1% - 65歳以上の老人1人暮らし: 12.1% - 平均構成人数 - 世帯: 2.77人 - 家族: 3.38人 | 収入と家計 - 収入の中央値 - 世帯: 20,188米ドル - 家族: 22,592米ドル - 性別 - 男性: 23,881米ドル - 女性: 18,918米ドル - 人口1人あたり収入: 11,611米ドル - 貧困線以下 - 対人口: 39.2% - 対家族数: 32.7% - 18歳未満: 46.1% - 65歳以上: 31.4% |

## 教育

### コミュニティカレッジ
コアホマ・コミュニティカレッジがクラークスデール北部にある

### 公立学校
市内の公立学校はクラークスデール市教育学区が管轄している。9つの学校があり、児童生徒数は3,600人である。
学区に含まれない公立高校のコアホマ農業高校はコアホマ郡未編入領域にあり、コアホマ・コミュニティカレッジのキャンパスにある。クラークスデール市からは北に約4.5マイル (7.2 km) である。

### 私立学校
市内の私立学校には以下のものがある。
- リー・アカデミー
- プレスビテリアン・デイスクール
- セントエリザベス小学校
- セントジョージ・エピスコパル・デイスクール（2011年5月閉校）[15]

## 音楽史

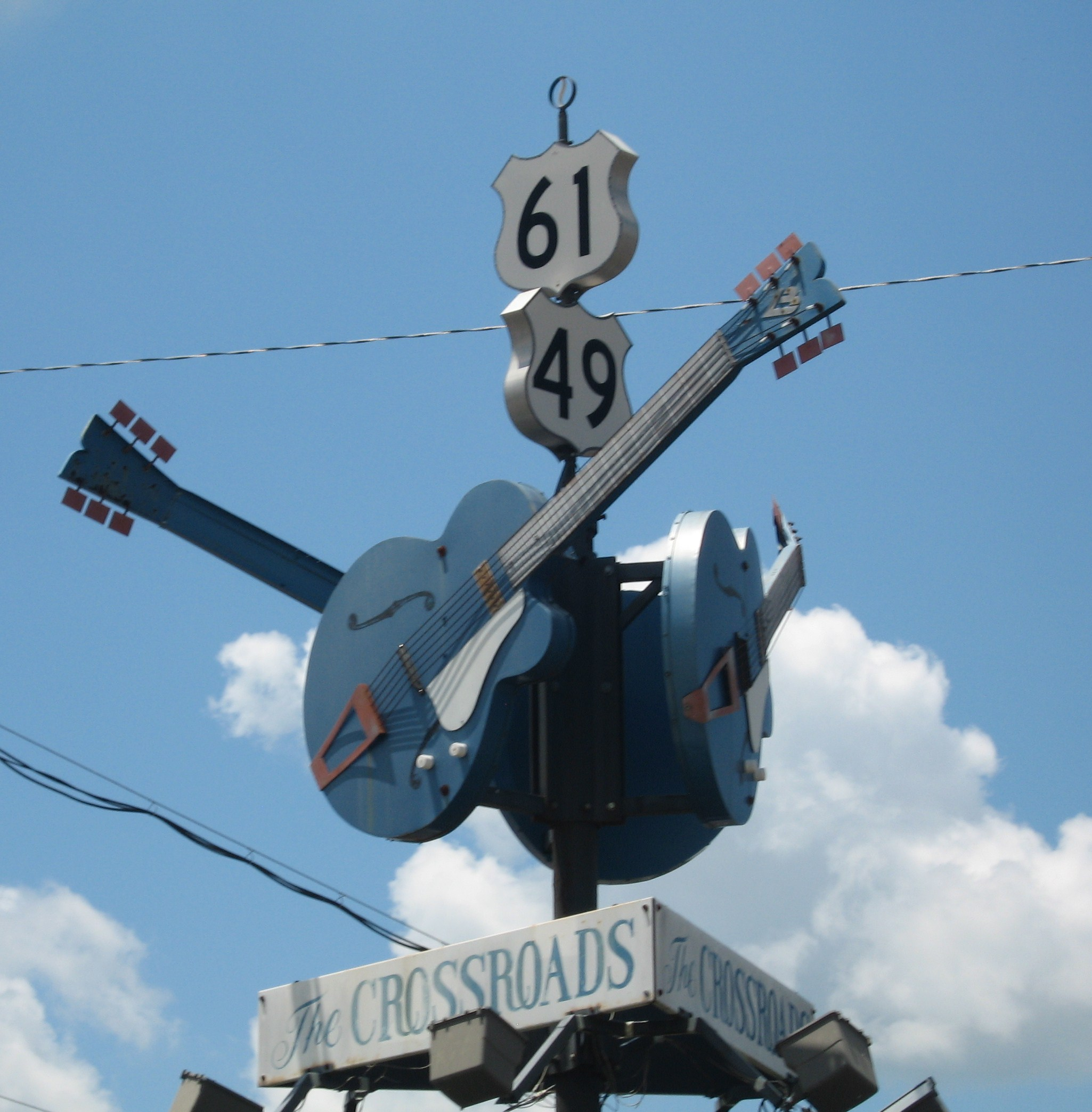
ブルースのギター奏者ロバート・ジョンソンが悪魔に魂を売ったという伝説がある交差点

クラークスデールはブルースの歴史において重要な位置を占めていた。現在整備されているミシシッピ・ブルース・トレイルでは、クラークスデールのリバーサイド・ホテルのような場所に標識がある。ここではベッシー・スミスがアメリカ国道61号線で自動車事故に遭った後に死んだ。リバーサイド・ホテルは市内に多くあるブルースの名所の1つである。
賞を得た写真家でジャーナリストのパニー・メイフィールド、雑誌「リビング・ブルース」の創刊者ジム・オニール、弁護士のウォルター・トンプソン、スポーツ・ジャーナリストの父ライト・トンプソンなど、クラークスデールの音楽遺産を保存しようという初期の支持者がいた。1995年、マウント・ザイオン記念基金の設立者で、ニュージャージー州ニューブランズウィックの名品ギターのディーラーかつデルタ・ブルース博物館設立者シド・グレイブスの友人、スキップ・ヘンダーソンが、イリノイ・セントラル鉄道の乗客駅を買収し、計画されていた解体から救った。地元事業家ジョン・レビングストンやデルタ・カウンシルからの援助もあり、ヘンダーソンは連邦政府からの助成金1,279,000ドルを受け取り、乗客駅を改修した。これら再開発の資金は、クラークスデールの市検察官ハンター・トウィフォードの助言によってコアホマ郡に移され、当時市長だったヘンリー・エプシーが言い出した言葉に従って「ブルース・アレー」と呼ばれる観光地を作った。デルタ・ブルース博物館の人気と、サンフラワー川ブルース祭やジューク・ジョイント祭が成長したことで、市の観光経済を活性化させた。

### デルタ・ブルース博物館

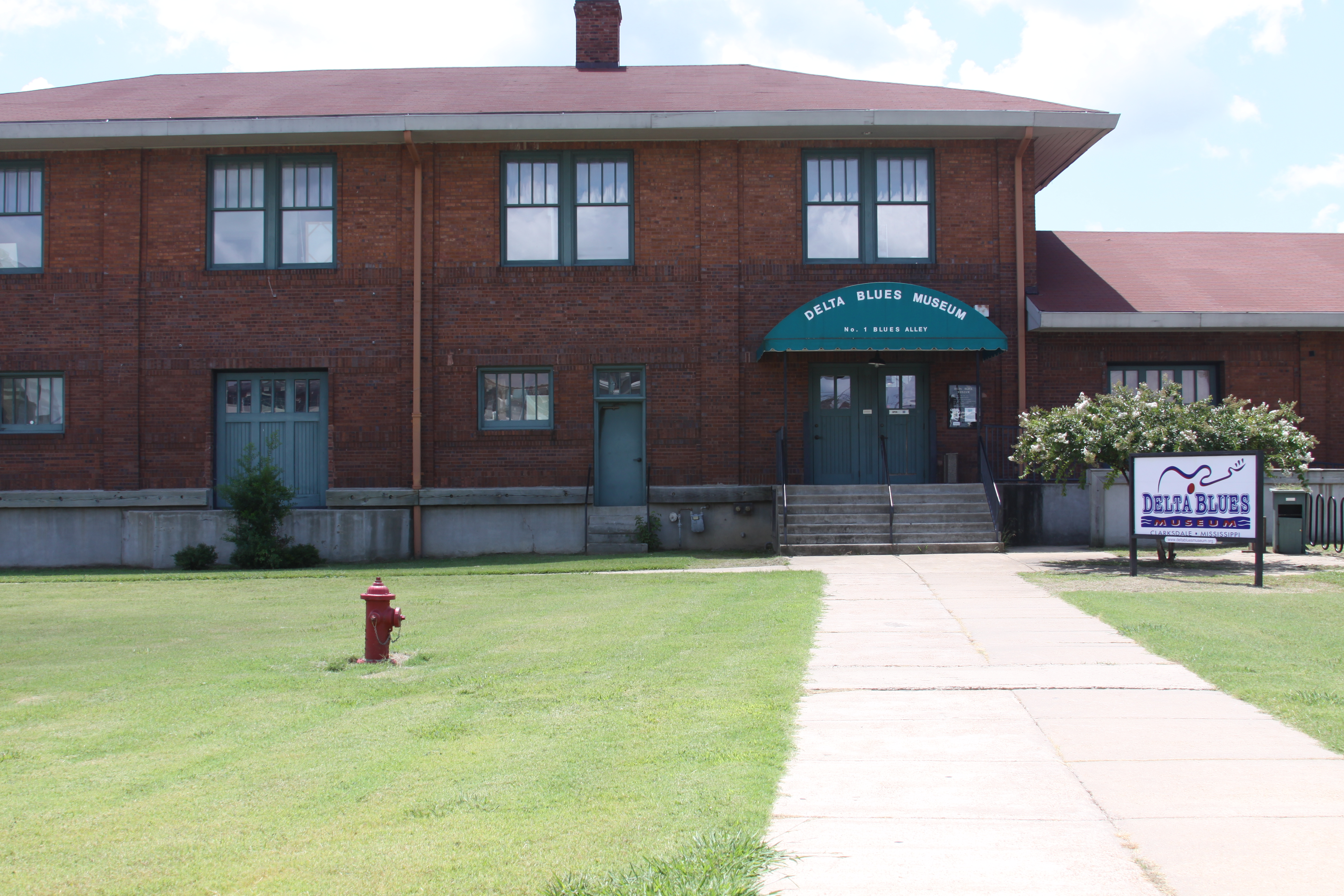
デルタ・ブルース博物館

1979年後半、カーネギー公共図書館支配人シド・グレイブスが、一連の展示を始めたものが後にデルタ・ブルース博物館の核になった。グレイブスは、無関心な町と扱いにくいことの多い図書館理事会の面前で、独力で博物館の始まりを育て、時には図書館のスペースを断られ、自家用車のトランクに展示物を収めたこともあった。できたばかりの博物館が、ハワード・ストーバル・ジュニアとの接触を経て、ロックバンド、ZZトップのビリー・ギボンズに偶々発見されたことが、このバンドのペット・プロジェクトとしてデルタ・ブルース博物館に全国の注目を集めさせることになり、全国的な認知を得るにいたった。
1995年、当時クラークスデールでは唯一の見どころだったこの博物館が、新しく改修された図書館の大きな部分を含むようになったが、依然としてカーネギー公共図書館理事会のきつい支配下にあり、理事会はグレイブスが重病になったときにクビにした。グレイブスは2005年1月にハッティズバーグで死んだ。改修された図書館から移転する中で、1996年の大半は、政治的に繋がりのあった元ウィスコンシン生まれのロン・ゴーセングナーの指導下に、デルタ・アベニューの転換された小売店にあった。1997年から1998年、コアホマ郡が別の博物館理事会を結成する費用を提供し、主に社会的に著名になった地元白人ブルースファンで構成された。理事会は隣接するイリノイ・セントラル鉄道の貨物駅を改修し、恒久的なデルタ・ブルース博物館とすることになった。

### ミシシッピ・ブルース・トレイルの標識
クラークスデールはミシシッピ・ブルース委員会から、州内におけるブルースの発展に重要な役割を果たしたと認められ、ミシシッピ・ブルース・トレイルの場所として歴史標識を受けている。この標識はストーバル道路沿いにあり、著名ブルース人、マッキンリー・モーガンフィールド別名マディ・ウォーターズが小屋を建てた場所とされているが、これを事実と実証されたことはない。モーガンフィールドは、大型のストーンバル綿花プランテーションで働いていた1915年から1943年までそこに住んだと考えられ、その後はストーバルの監督の手で虐待された後でシカゴに移動した。その経過は作家ピーター・グラルニックの著書『ロックに棲むブルース (Feel Like Going Home: Portraits in Blues, Country, and Rock 'n' Roll)』に描かれている。2つめの歴史標識はリバーサイド・ホテルに置かれた。そこはブルースのエンタテナーがデルタ地域を通過するときに泊まった。2009年8月、クラークスデール生まれのサム・クックに献げた標識が、ニューロキシー劇場前に除幕された。

## 著名な出身者

### クラークスデール生まれ
- フレッド・バレンタイン、メジャーリーグベースボール選手、阪神タイガースにも在籍
- エディ・パーキンス、プロボクサー
- ミュージシャン: サム・クック、ネイト・ドッグ、アール・フッカー、ジョン・リー・フッカー、アイク・ターナー

### クラークスデール在住または在籍
- ロバート・ジョンソン - ミュージシャン、1930年代に在住
- マディ・ウォーターズ - ミュージシャン、子供時代をクラークスデールで過ごした
- テネシー・ウィリアムズ - 戯曲家、子供時代をクラークスデールで過ごした